# Aighton, Bailey and Chaigley
Aighton, Bailey and Chaigley är en civil parish i Storbritannien.   Den ligger i grevskapet Lancashire och riksdelen England, i den centrala delen av landet, 300 km nordväst om huvudstaden London. Orten har 1 307 invånare (2011).